# Dubieus kalknetje
Het dubieus kalknetje (Badhamia dubia) is een slijmzwam die behoort tot de familie Physaraceae. Het leeft saprotroof op in bossen op dood loofhout.

## Kenmerken

### Uiterlijke kenmerken
De sporocarpen zijn zittend en gegroepeerd in kleine groepen, vaak vergezeld van verspreide sporocarps. Het hypothallus is bijna kleurloos en klein. De sporotheca is bolvormig, meestal ongeveer 1 mm in diameter, bleekblauw-grijs van kleur en fijn geaderd. Het peridium is enkelvoudig, meestal helder, soms met wat witte kalk en dan dof, anders glanzend en iriserend. 

### Microscopische kanmerken
Het capillitium vormt een vrij wijdvertakt netwerk van gladde, vrij slanke buisjes, gevuld met witte kalk. De sporen zijn bleek paarsbruin van kleur bij door doorvallend licht. Ze vormen clusters van 7-12 sporen, waarbij de afzonderlijke sporen bolvormig of ovaal zijn met een diameter van (9-)10-11(-12) µm. Ze zijn bedekt met stekels of wratten aan de buitenkant van de cluster en hebben enkele lage wratten op de rest.

## Verspreiding
Het verspreidingsgebied is Europa en Zuid-Amerika. In Nederland komt het dubieus kalknetje zeer zeldzaam voor. Het staat niet op de rode lijst en is niet bedreigd.

## Foto's

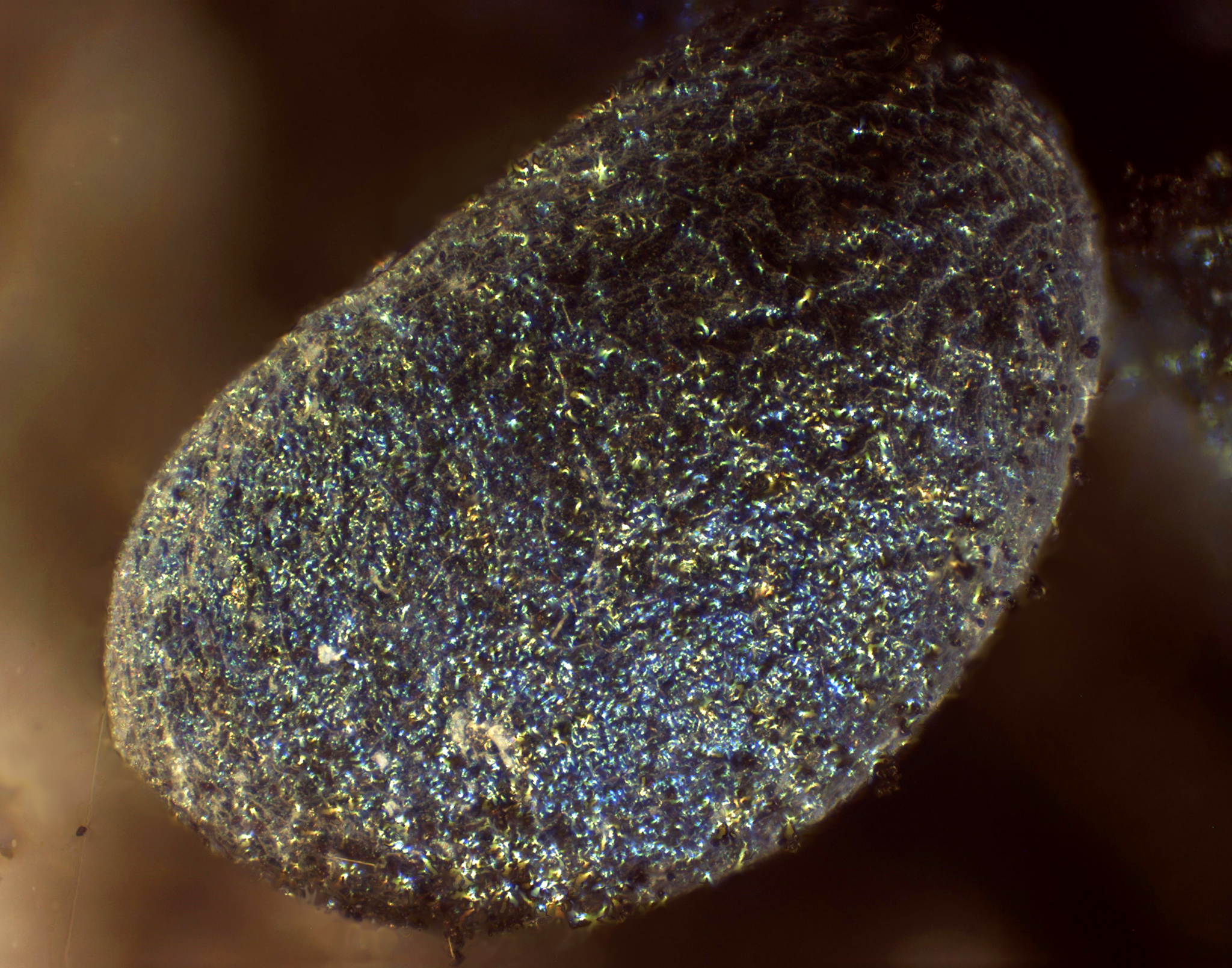
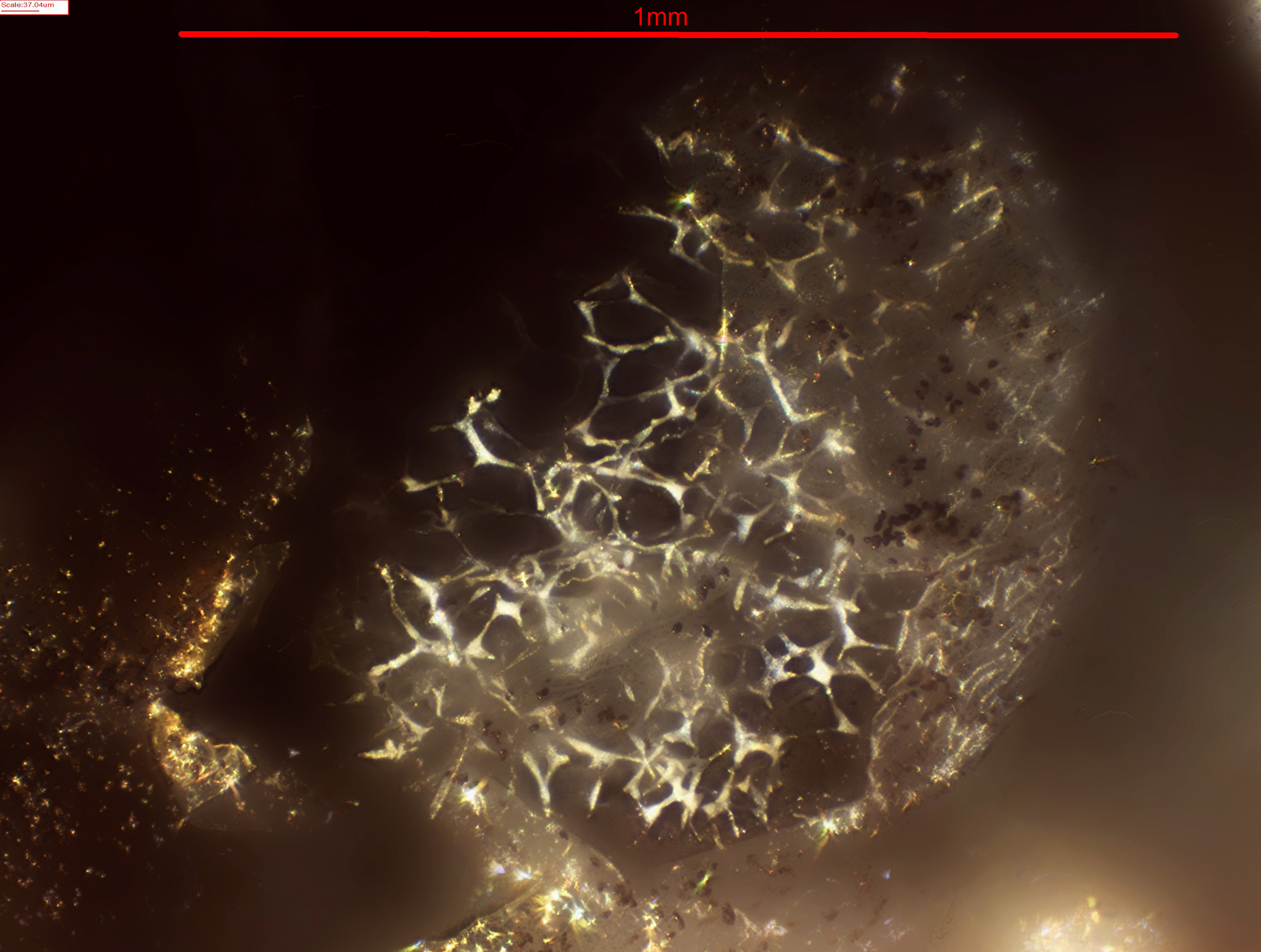
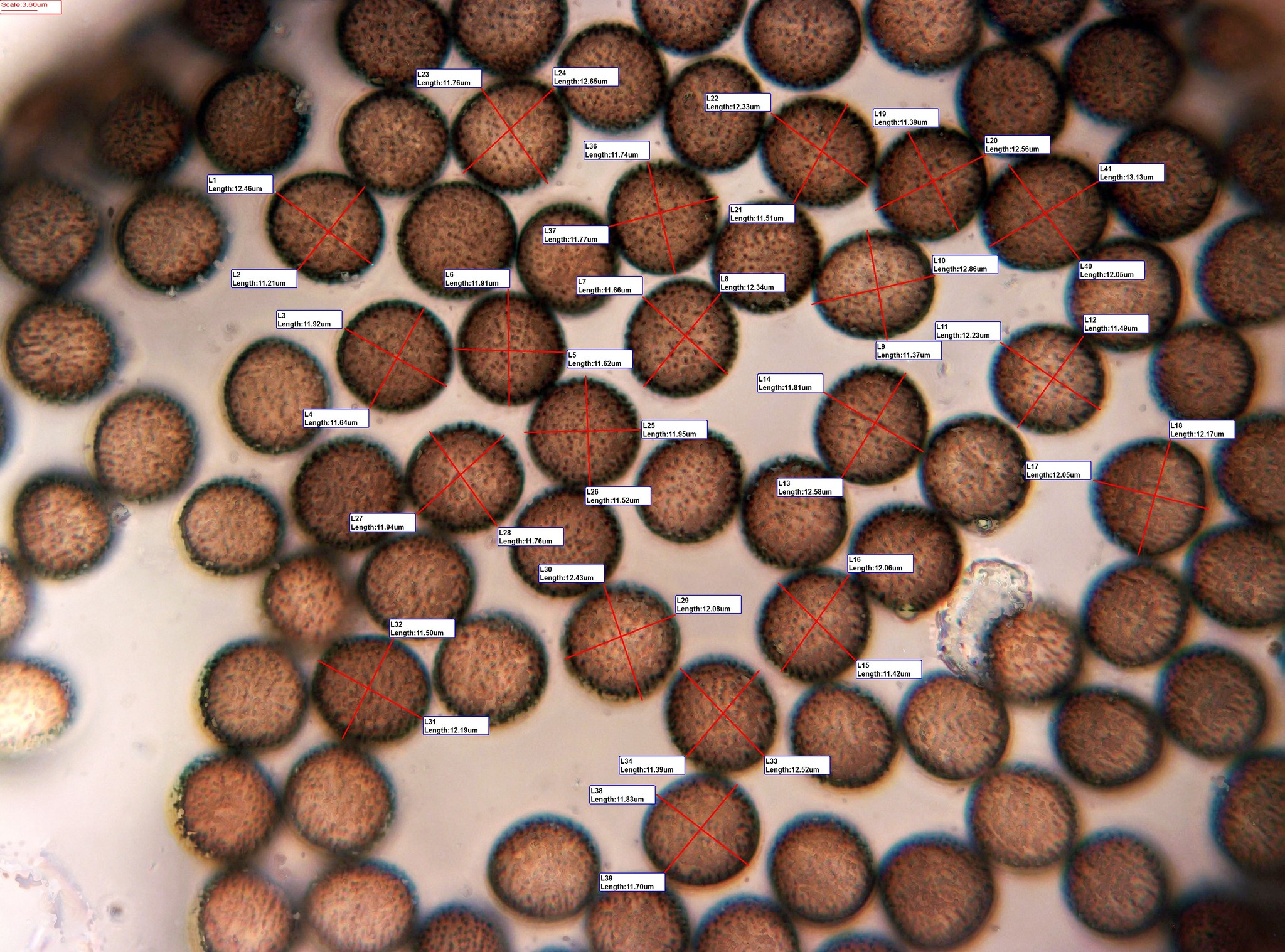
Sporen
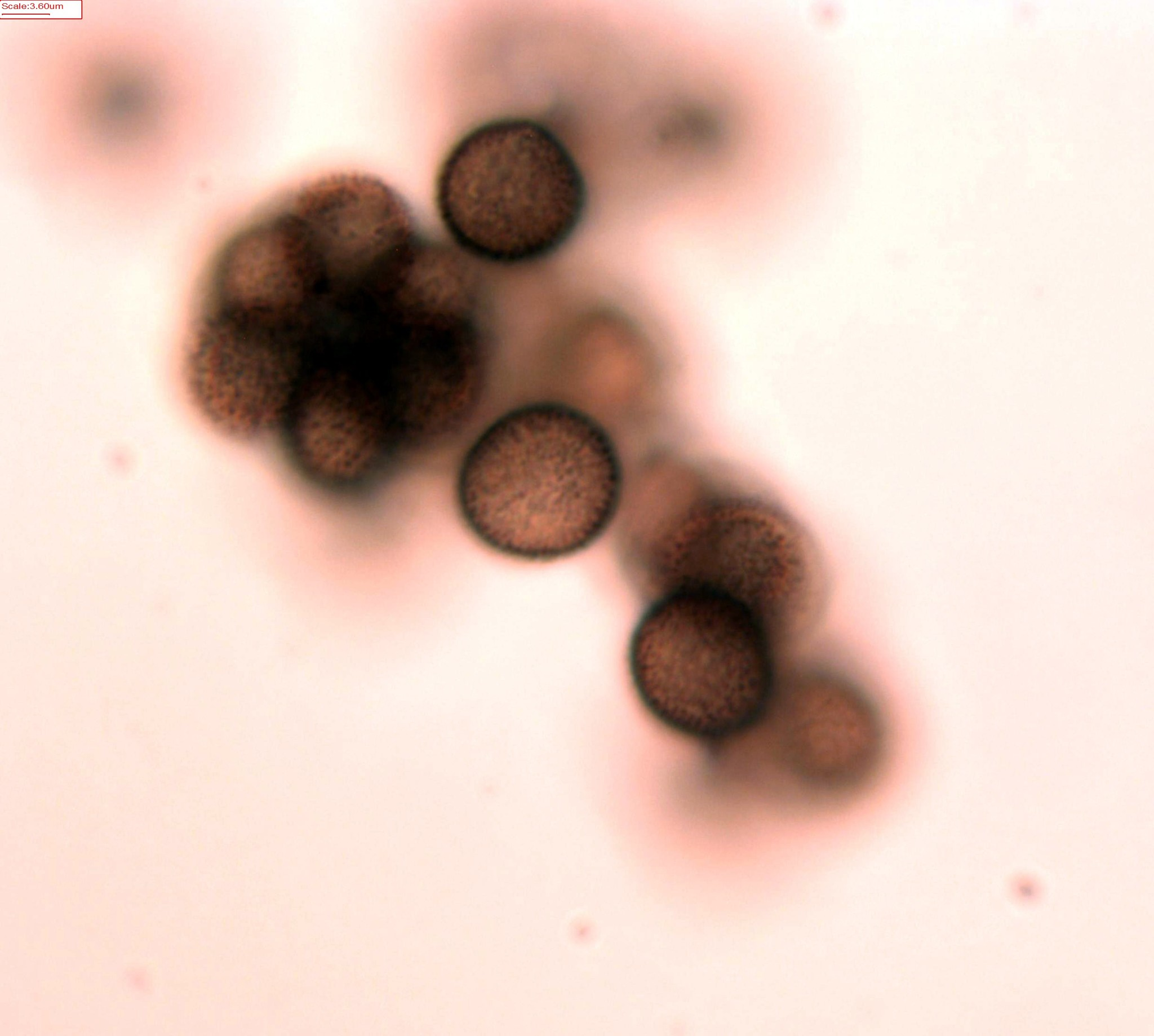
Sporen